# Podziemne Archiwum Getta Białostockiego
Podziemne Archiwum Getta Białostockiego lub też Archiwum Mersika-Tenenbauma – konspiracyjne archiwum tworzone w getcie białostockim przez Mordechaja Tenenbauma i Cwi Mersika podczas okupacji niemieckiej.

## Historia
Powstanie archiwum zainicjował Mordechaj Tenenbaum, który przybył do Białegostoku w listopadzie 1942 roku. Jego najbliższym współpracownikiem przy tworzeniu archiwum w pierwszych miesiącach jego działalności był członek ruchu chalucowego Cwi Mersik, który już wcześniej zbierał relacje uchodźców w getcie. Mersik zmarł 28 stycznia 1943 roku na tyfus, którym zaraził się prawdopodobnie w trakcie spotkania z jedną z osób, od których zbierał relacje do archiwum. Po śmierci Mersika jego zadanie przejął Gedalia Petluk, członek Droru z Knyszyna. Zintensyfikowane prace w ramach archiwum trwały od grudnia 1942 roku do jego ukrycia po tzw. aryjskiej stronie.
Archiwum zostało ukryte między marcem a majem 1943 roku w specjalnie wykonanych do tego celu trzech blaszanych puszkach. Depozyt ukryty był poza gettem w ogrodzie przy ul. Piasta 29 w Białymstoku u porucznika Armii Krajowej dra Bolesława Filipowskiego. Ukrycia depozytu po tzw. stronie aryjskiej dokonali współpracownicy Tenenbauma: Izrael Blumental i Bronka Winnicka. Ta część archiwum została wydobyta w bliżej nieznanych okolicznościach po wojnie. Prawdopodobnie Tenenbaum kontynuował zbieranie materiałów, aż do ostatecznej likwidacji getta w sierpniu 1943 roku i wybuchu powstania. Losy tej części materiałów i ewentualnego miejsca jej ukrycia pozostają nieznane.

## Materiały
Na materiały Podziemnego Archiwum Getta Białostockiego składały się relacje przesiedlonych Żydów i uciekinierów z okolicznych akcji likwidacyjnych, informacje na temat obozu zagłady w Treblince (relacje i dokumenty osobiste więźniów), dokumentacja Rady Żydowskiej, materiały dotyczące ruchu oporu, dzienniki Tenenbauma, a także materiały folklorystyczne i utwory literackie.
Materiały złożone przy ul. Piasta 29 w Białymstoku zostały wydobyte po wojnie w bliżej nieznanych okolicznościach i uległy rozproszeniu. Zachowane dokumenty znajdują się w zbiorach Żydowskiego Instytutu Historycznego, Instytutu Jad Waszem oraz Muzeum Bojowników Getta przy kibucu Lochame ha-Geta’ot w Izraelu. Część materiałów, w tym zbiór fotografii wojennych, prawdopodobnie zaginęła bezpowrotnie. Z relacji Bronki Winnickiej (Bronki Klibańskiej), która brała udział w ukryciu dokumentów, wiadomo jakie z materiałów archiwum przepadły w trakcie wojny i w trakcie powojennego rozproszenia dokumentów. Winnicka po wojnie jako archiwistka brała udział w opracowaniu dokumentów z Podziemnego Archiwum Getta Białostockiego, znajdujących się w zbiorach Jad Waszem.